# Diogo Morgado
Diogo Miguel Morgado Soares (Lisboa, 17 de Janeiro de 1981) é um ator português. 

## Biografia
Filho de uma cabeleireira, viveu na margem sul de Lisboa. Tem um irmão chamado Pedro Morgado, sete anos mais novo. Através da televisão, deu os primeiros passos na representação, tendo integrado o elenco de telenovelas e séries como Terra Mãe (1998), Diário de Maria (1998), A Lenda da Garça (2000) e A Febre do Ouro Negro (2000). Com a interpretação de Miguel no telefilme Amo-te Teresa (2000), produzido pela SIC, viu o seu nome na ribalta. Mais tarde participou na novela juvenil Floribella (2006), de (2006–2008) fez de Fernando, em Aqui não há quem viva uma das séries de maior sucesso em Portugal, teve um dos papéis principais em Vingança (2007), protagonizou a minissérie A Vida Privada de Salazar (2009) e participou em Laços de Sangue (2010) e Lua Vermelha (2010). 
Fora de Portugal, teve a sua estreia na telenovela brasileira Revelação (2008), da estação SBT, e participou (juntamente com Rui Unas) no filme de humor espanhol Mapa (2009). No cinema, conheceu o seu momento mais relevante ao protagonizar o filme Red Butterfly (2014), uma produção de Hollywood. 
Gravou também a minissérie norte-americana de enorme êxito, A Bíblia, do History Channel. Nesta interpretou Jesus Cristo, um trabalho que lhe valeu vários elogios, incluindo a sua presença como convidado no programa da Oprah Winfrey. Devido à boa aparência de Morgado, este papel valeu-lhe a alcunha de "hot Jesus" ("Jesus sexy"). Em 2014, foi lançado um filme, O Filho de Deus, que resultava da adaptação de A Bíblia (e que Morgado também protagonizou). 
Em 2013, foi emitido um episódio de Revenge em que Diogo Morgado entrou, no de Dr. Jorge Velez. Também fez a voz de Dick Darwing na dobragem portuguesa de Os Substitutos, série de animação do Disney Channel. Em 2015, estreou a série The Messengers, onde Morgado fez o papel de The Man. A série teve apenas uma temporada.
O ator foi exclusivo da SIC durante vários anos, tendo participado em diversos projetos de ficção e entretenimento da estação, entre 2004 e 2017. Treze anos depois, em 2017 regressa às telenovelas da TVI, em Ouro Verde, como protagonista. No canal participou em mais telenovelas, no papel de protagonista, tais como A Teia (2018) e Para Sempre (2021).
Também no ano de 2017, desempenha o papel de realizador pela primeira vez, no filme Malapata. O argumento do filme é da autoria de Diogo Morgado e do seu irmão, Pedro Morgado.

## Família
Tem dois filhos, Santiago, nascido em 2009, e Afonso, nascido em 2016, frutos da relação com a companheira Cátia Oliveira. 
Além do português nativo, Diogo Morgado também é fluente em francês, espanhol e inglês.

## Filmografia

### Televisão
| Ano         | Projeto                                | Papel                       | Notas                                           | Canal      |
| ----------- | -------------------------------------- | --------------------------- | ----------------------------------------------- | ---------- |
| 1997        | A Mulher do Senhor Ministro            | Modelo                      | Participação                                    | RTP1       |
| 1997 - 1998 | Terra Mãe                              | Miguel                      | Elenco Principal                                | RTP1       |
| 1998        | Diário de Maria                        | Luís                        | Elenco Adicional                                | RTP1       |
| 1999        | A Lenda da Garça                       | Manuel Domingos             | Elenco Adicional                                | RTP1       |
| 1999        | A Hora da Liberdade                    | Aspirante Teixeira          | Elenco Adicional                                | SIC        |
| 1999        | Médico de Família                      | Decorador                   | Elenco Adicional                                | SIC        |
| 2000        | Amo-te Teresa                          | Miguel                      | Protagonista                                    | SIC        |
| 2000        | Jornalistas                            | Bruno                       | Participação                                    | SIC        |
| 2000        | Lux                                    | Ele Próprio                 | Apresentador                                    | TVI        |
| 2000        | A Febre do Ouro Negro                  | Prumo                       | Elenco Principal                                | RTP1       |
| 2000 - 2001 | Ajuste de Contas                       | Francisco Lemos             | Elenco Principal                                | RTP1       |
|             | Estação da Minha Vida                  | Raul                        | Elenco Principal                                | RTP1       |
| 2001        | A Noiva (Telefilme)                    | Eduardo                     | Protagonista                                    | SIC        |
| 2001        | Teorema de Pitágoras (Telefilme)       | Roberto                     | Elenco Principal                                | SIC        |
| 2001        | Mundo VIP                              | Ele Próprio                 | Apresentador                                    | SIC        |
| 2002        | O Quinto dos Infernos                  | D. Pedro Carlos de Bourbon  | Participação                                    | Rede Globo |
| 2002 - 2003 | Tudo por Amor                          | Pedro Castelo Branco        | Protagonista                                    | TVI        |
| 2004        | O Prédio do Vasco                      | Doutor                      | Elenco Principal                                | TVI        |
| 2004 - 2005 | Inspetor Max                           | Rui Leão                    | Participação Especial                           | TVI        |
| 2004 - 2005 | Inspetor Max                           | Francisco                   | Participação Especial                           | TVI        |
| 2004 - 2005 | Maré Alta                              | Passageiro                  | Participações Especiais                         | SIC        |
| 2004 - 2005 | Os Malucos do Riso                     | Vários Papéis               | Elenco Principal                                | SIC        |
| 2004 - 2006 | Dá-lhe Gás                             | Ele Próprio                 | Apresentador com Raquel Strada e Joana Oliveira | SIC        |
| 2005        | Malucos e Filhos                       | Vários Papéis               | Elenco Principal                                | SIC        |
| 2005        | Os Malucos nas Arábias                 | Vários Papéis               | Elenco Principal                                | SIC        |
| 2005        | Malucos na Praia                       | Vários Papéis               | Elenco Principal                                | SIC        |
| 2005        | O Crime do Padre Amaro                 | Libaninho                   | Participação                                    | SIC        |
| 2006        | Floribella                             | Dinis Mendonça              | Participação                                    | SIC        |
| 2006        | Uma Aventura                           | Jaime                       | Participação em 3 episódios                     | SIC        |
| 2006 - 2008 | Aqui Não Há Quem Viva                  | Fernando Navarra            | Elenco Principal                                | SIC        |
| 2007        | Vingança                               | Santiago Medina             | Protagonista                                    | SIC        |
| 2008        | Rebelde Way                            | Mauro Galvão                | Participação                                    | SIC        |
| 2008        | A Vida Privada de Salazar (Minissérie) | António de Oliveira Salazar | Protagonista                                    | SIC        |
| 2008        | Malucos no Hospital                    |                             | Participação                                    | SIC        |
| 2008 - 2009 | Podia Acabar o Mundo                   | Rodrigo Fortunato Louro     | Protagonista                                    | SIC        |
| 2009        | Novos Malucos do Riso                  | Vários Papéis               |                                                 | SIC        |
| 2009        | 7 Vidas                                | Adamo                       | Participação Especial                           | SIC        |
| 2010        | Lua Vermelha                           | Artur                       | Participação Especial                           | SIC        |
| 2010 - 2011 | Laços de Sangue                        | João Caldas Ribeiro         | Protagonista                                    | SIC        |
| 2011        | Tempo Final                            | Pedro                       | Protagonista (Episódio 6 “A Armadilha”          | RTP1       |
| 2013 - 2014 | Sol de Inverno                         | Eduardo Aragão              | Antagonista                                     | SIC        |
| 2015        | Festa de Verão SIC / Caras             | Ele Próprio                 | Apresentador, ao lado de Sofia Cerveira         | SIC        |
| 2015        | The Messengers                         | The Man                     | Protagonista                                    | The CW     |
| 2015 - 2016 | CSI: Cyber                             | Miguel Vega                 | Participação                                    | CBS        |
| 2017        | Ouro Verde                             | José Maria Magalhães        | Protagonista                                    | TVI        |
| 2017        | Ouro Verde                             | Jorge Monforte              | Protagonista                                    | TVI        |
| 2018 - 2019 | A Teia                                 | Simão Rosa Neto             | Protagonista                                    | TVI        |
| 2020        | A Espia                                | Siegfried Brenner           | Protagonista                                    | RTP1       |
| 2021 - 2023 | Para Sempre                            | Pedro Valente/Novais        | Protagonista                                    | TVI        |
| 2022        | Pôr do Sol                             | Tiago                       | Elenco Principal                                | RTP1       |
| 2022        | Pôr do Sol                             | Armindo                     | Elenco Principal                                | RTP1       |
| 2025        | Vizinhos Para Sempre                   | Sérgio Aires                | Protagonista                                    | TVI        |
| 2025        | A Protegida                            | Virgílio Cruz               | Antagonista                                     | TVI        |
| 2025        | Star Park                              | Ele Próprio                 | Concorrente                                     | TVI        |

### Projetos internacionais
| Ano       | Projeto                     | Papel       | Notas        |
| --------- | --------------------------- | ----------- | ------------ |
| 2013      | A Bíblia                    | Jesus       | Protagonista |
| 2013      | Revenge (série)             | Jorge Velez | Participação |
| 2014      | O Filho de Deus             | Jesus       | Protagonista |
| 2015–2016 | CSI: Cyber                  | Miguel Vega | Participação |
| 2015      | The Messengers (telessérie) | The Man     | Protagonista |

### Filmes
| Ano  | Filme                       | Papel                  |
| ---- | --------------------------- | ---------------------- |
| 2003 | A Selva                     | Alberto                |
| 2005 | O Crime do Padre Amaro      | Libaninho              |
| 2007 | Dos rivales casi iguales    | Vicente                |
| 2007 | A Escritora Italiana        | Joseph                 |
| 2009 | Star Crossed - Amor em Jogo | Hugo Pereira           |
| 2009 | Mamie Blue                  | Pancho                 |
| 2012 | Maria Coroada               | Basílio                |
| 2012 | A Teia de Gelo              | Jorge                  |
| 2013 | Red Butterfly               | Antonio Vega Jr.       |
| 2014 | FastTrack                   | Enzo                   |
| 2014 | Son of God                  | Jesus (Protagonista)   |
| 2014 | Virados do Avesso           | João Salgado           |
| 2016 | Love Finds You in Valentine | Derek Sterling         |
| 2017 | Malapata                    | (Realizador)           |
| 2017 | O Matador                   | Cabeleira              |
| 2018 | Parque Mayer                | Eduardo (Protagonista) |
| 2020 | Interface                   | Raul (Protagonista)    |

### Videojogos
| Ano  | Título                        | Papel       | Notas                                |
| ---- | ----------------------------- | ----------- | ------------------------------------ |
| 2012 | Wonderbook: Livro de Feitiços | Professor   | Dobragem (voz) da versão portuguesa. |
| 2014 | inFAMOUS: Second Son          | Delsin Rowe | Dobragem (voz) da versão portuguesa. |
| 2018 | Detroit: Become Human         | Markus      | Dobragem (voz) da versão portuguesa. |
| 2022 | God of War: Ragnarok          | Týr         | Dobragem (voz) da versão portuguesa. |

### Dobragens
- Os Aristogatos (1970) - Thomas O'malley
- Oliver e seus Companheiros (1988) - Dodger
- Os Substitutos (2011) - Dick Daring
- Alisa - A Heroína do Futuro (2015) - Arik Sapojkov

## Prémios
Troféus de Televisão TV 7 Dias/Impala
| Ano  | Prémio               | Resultado |
| ---- | -------------------- | --------- |
| 2021 | Séries - Melhor Ator | Indicado  |